# Back from Hell (album Caliban)
Back from Hell – trzynasty album studyjny niemieckiej grupy muzycznej Caliban, wydany 25 kwietnia 2025 nakładem Century Media Records.

## Utwory
1. „Resurgence” – 1:43
2. „Guilt Trip” – 	3:05
3. „I Was A Happy Kid Once” – 	3:24
4. „Back From Hell” – 3:21
5. „Insomnia” – 	3:34
6. „Dear Suffering” – 2:50
7. „Alte Seele” – 3:47
8. „Overdrive” – 2:37
9. „Infection” – 3:08
10. „Glass Cage” – 3:45
11. „Solace In Suffer” – 3:45
12. „Till Death Do Us Part” – 3:06
13. „Echoes” – 3:24

## Twórcy
Skład zespołu
- Andreas Dörner – śpiew, muzyka, teksty
- Marc Görtz – gitara elektryczna, muzyka, inżynieria, miksowanie, produkcja muzyczna
- Denis Schmidt – gitara elektryczna
- Kenneth Iain Duncan – gitara basowa, muzyka, programowanie, teksty, produkcja muzyczna
- Patrick Grün – perkusja

Udział innych
- Mental Cruelty – śpiew w utworze „Guilt Trip”
- Jonny McBee (The Browning) – śpiew w utworze „Back From Hell”
- Joe Bad (Fit For An Autopsy) – śpiew w utworze „Dear Suffering”
- Benjamin Richter – muzyka, produkcja, programowanie utworu „Dear Suffering”
- Nahuel Lozano – muzyka, teksty
- Matthias Tarnath – muzyka, teksty
- Buster Odeholm – muzyka, produkcja muzyczna
- Chris Lovell – okładka
- David Beule – inżynieria, teksty, produkcja muzyczna
- Callan Orr – produkcja muzyczna
- Olman V. Wiebe – mastering

## Opis
- Zawartość tekstowa na płycie dotyczy wewnętrznej walki, odporności, katharsis[2].
- Album promowały teledyski do utworów „I Was a Happy Kid Once” (reż. Der Pakt)[3], „Echoes” (reż. Nils Leser)[4], „Back From Hell” (reż. Mirko Witzki; gośc. Jonny McBee z The Browning)[5][2].